# 滚珠丝杠
滾珠螺桿（Ballscrew），是一種鋼珠介於螺帽與螺桿之間做運動，將傳統螺桿之滑動接觸轉換成滾動接觸然後再將螺帽內的鋼珠迴轉運動轉為直線運動的傳動機械組件。滾珠螺桿具有定位精度高、高壽命、低污染和可做高速正逆向的傳動及變換傳動等特性，因具上述特性，滾珠螺桿已成為近來精密科技產業及精密機械產業的定位及測量系統上的重要零組件之一。

## 發展史
人們應用螺桿來做傳動的歷史其實不算很長，傳統上的螺桿一直有定位不佳、易損害的情況。直到西元1898年人們首次嘗試將鋼珠置入螺帽及螺桿之間以滾動摩擦取代滑動摩擦，來改善其定位不佳及易損害的情況。1940年更將滾珠螺桿置於在汽車轉向裝置上，更為滾珠螺桿的應用上的巨大革命，並逐漸取代傳統艾克姆螺桿（ACME）。直到近年來，滾珠螺桿已成為產業界使用最廣的零組件之一。

## 結構
滾珠螺桿主要為螺桿、螺帽、鋼珠、固定座、刮刷器及迴流管所構成的，依其循環系統的不同更分為外循環式、內循環式、端塞循環式與端蓋循環式滾珠螺桿。

## 應用產業
滾珠螺桿發展至今，已經廣泛應用到各產業機械的定位精度控制上如精密工具機 (Precision machine tools)、產業機械 (Industrial machinery)、電子機械 (Electronic machinery)、輸送機械 (Transport machinery)的重要主角。除了上述所應用在機械之外更應用在電腦磁碟機起動器的傳動、飛機機翼升降的調整、螺旋槳的傾斜角度控制、醫療用X射線透視攝影裝置等等，所應用的範圍極為廣泛。